# بازدیدکننده
بازدیدکننده (به انگلیسی: The Visitor) نام فیلمی محصول سال ۲۰۰۷ در ژانر سینمای درام به کارگردانی توماس مک‌کارتی است.